# Herbert Prohaska
Herbert Prohaska (Bécs, 1955. augusztus 8. –) osztrák labdarúgó, edző, szövetségi kapitány.

## Pályafutása

### Klubcsapatban
Az egyik legismertebb osztrák labdarúgó az Austria Wien csapatával több bajnokságot nyert és 1978-ban csapatával a Kupagyőztesek Európa-kupája döntőse volt. Olaszországba szerződött, ahol az Internazionale (Milánó), majd az AS Roma csapatánál játszott. Az utóbbi csapattal az 1982–1983 évadban olasz bajnokságot is nyert.

### A válogatottban
Számos alkalommal szerepelt az osztrák válogatottban, kapitánya is volt. Részt vett az 1978. évi és 1982. évi labdarúgó-világbajnokságokon.

### Edzőként
Játékospályafutásának befejezése után 1990-től az Austria Wien edzőjeként dolgozott (1992-ben megnyerték az osztrák bajnokságot és a kupát is). Ezután 1993 és 1999 között az osztrák válogatott szövetségi kapitányi tisztségét töltötte be.
Jelenleg TV-adásokban gyakran látható, szakkommentátorként.